# Auxesini
Auxesini es una  tribu de coleópteros polífagos crisomeloideos de la familia Cerambycidae. Comprende un solo género Auxesis con una sola especie: Auxesis gabonica Thomson, 1858